# 叔仲志
叔仲志，中国春秋时期鲁国叔孙氏分支叔仲氏，叔仲穆子的儿子，武叔叔孙州仇的族弟。 
季寤、公鉏极、公山不狃在季氏不得志，叔孙辄不被叔孙州仇宠信，叔仲志在鲁国不得志，这五人依靠阳虎。阳虎想除掉三桓，以季寤取代季氏，以叔孙辄取代叔孙氏，自己取代孟氏。前502年十月初三，计划在蒲圃设享礼时杀死季桓子季孙斯。阳虎驱车在前，林楚为季孙斯驾车，阳越走在最后。将到蒲圃，季孙斯策反了林楚。林楚射杀了阳越。阳虎劫持鲁定公和叔孙武叔以攻打孟氏。公敛处父击败阳虎。季寤在季氏的祖庙里向祖宗一一斟酒祭告然后逃走。阳虎进入讙地、阳关而叛变。次年，阳虎失败，逃到晋国。